# Arzu Şahin
Arzu Şahin (* 9. September 1978 in Erzincan) ist eine alevitische kurdische Sängerin.

## Leben und Karriere
Als kleines Kind zog ihre Familie nach Istanbul, wo sie auch ihre Kindheit verbrachte. Sie nahm vier Jahre Gesangsunterricht und brachte danach ihr erstes Album Ceylanım auf den Markt. Danach arbeitete sie lange mit dem bekannten türkischen Sänger Kıvırcık Ali zusammen, mit dem sie auch ein Album aufnahm. Im Jahr 2004 brachte sie mit Güler Duman, Gülay, Gülcihan Koç und weiteren Sängern die Platte Pir Sultan Dostları auf den Markt. 
Şahin ist mit dem  Sänger Abidin Biter verheiratet und hat mit ihm zwei Söhne.

## Diskografie

### Alben
- 1999: Ceylanım
- 2002: Ayrılık
- 2005: Sus
- 2008: Ne Fayda
- 2012: Ve…Aşk[1]

### Kollaborationen
- 2003: Düet[2] (mit Kıvırcık Ali)

### Singles (Auswahl)
- 1999: Yaralı Ceylan
- 1999: Sağım Yalan
- 2002: Gidemem
- 2003: Yaşamdan Ölüme (mit Kıvırcık Ali)
- 2003: Bak Şu Feleğin İşine (mit Kıvırcık Ali)
- 2003: Yemen (mit Kıvırcık Ali)
- 2003: Ağlar Oldum (mit Kıvırcık Ali)
- 2005: Halaylar
- 2005: Kömür Gözlüm
- 2005: İnsan Olmaya Geldim
- 2013: Dostum Dostum